# Tipula (Pterelachisus) mystax
Tipula (Pterelachisus) mystax is een tweevleugelige uit de familie langpootmuggen (Tipulidae). De soort komt voor in het Oriëntaals gebied.